# Ирак на Светском првенству у атлетици на отвореном 2019.
Ирак је учествовао на 17. Светском првенству у атлетици на отвореном 2019. одржаном у Дохи од 27. септембра до 6. октобра десети пут. Репрезентацију Ирака представљао је један такмичар који се такмичио у трци на 400 метара., 
На овом првенству представник Ирака није освојио ниједну медаљу нити је остварио неки резултат.

## Учесници
Мушкарци:
- Таха Хусеин Јасин — 400 м

## Резултати

### Мушкарци
| Атлетичар         | Дисциплина | Лични рекорд | Квалификације | Квалификације | Полуфинале           | Полуфинале           | Финале               | Финале       | Детаљи |
| Атлетичар         | Дисциплина | Лични рекорд | Резултат      | Место         | Резултат             | Место                | Резултат             | Место        | Детаљи |
| ----------------- | ---------- | ------------ | ------------- | ------------- | -------------------- | -------------------- | -------------------- | ------------ | ------ |
| Таха Хусеин Јасин | 400 м      | 45,74        | 46,58         | 6. у гр. 6    | Није се квалификовао | Није се квалификовао | Није се квалификовао | 31 / 41 (42) |        |